# Chasing Time: The Bedlam Sessions (DVD)
Chasing Time: The Bedlam Sessions – pierwsze DVD brytyjskiego wokalisty Jamesa Blunta, wydane 21 lutego 2006 roku przez wytwórnię Atlantic Records. DVD jest nagraniem koncertu, który odbył się 5 października 2005 roku w Irlandii dla stacji BBC oraz teledyskami z piosenkami promującymi płytę Back to Bedlam. Nagrania utworów zagranych na koncercie zostały umieszczone na albumie koncertowym Chasing Time: The Bedlam Sessions. DVD uzyskało status pięciokrotnej platynowej płyty w Australii, podwójnej platyny w Wielkiej Brytanii, platyny w Niemczech oraz złotej płyty w Szwecji.

## Lista utworów
Live in Concert at the BBC:
1. "Billy"
2. "High"
3. "Goodbye My Lover"
4. "Tears And Rain"
5. "Out of My Mind"
6. "So Long, Jimmy"
7. "You're Beautiful"
8. "Cry"
9. "No Bravery"
10. "Where Is My Mind"

Teledyski i bonusy:
1. "High"
2. "Wisemen"
3. "You're Beautiful"
4. "High" (wersja 2005)
5. "Goodbye My Lover"
6. Being Blunt (film dokumentalny)
7. Wywiad z Jamesem Bluntem
8. Galeria ze zdjęciami